# Tower Centar Rijeka
Tower Center Rijeka je poslovno-stambeni neboder i višenamjenski trgovački centar u Rijeci. Nalazi se u četvrti Pećine, svega kilometar udaljenom od gradskog središta. Jedan je od najposjećenijih trgovačkih centara u Hrvatskoj.

## Povijest
Gradnja je ponovno započela 2002. i završena je 2006. godine.
Nedugo prije otvorenja Tower Centra, građevinska tvrtka GP Krk d.d. je, zbog rješavanja prometnih gužvi na istočnom dijelu grada, izgradila kružni tok koji je, do izgradnje većeg kružnog toka u Škurinjama, bio prvi takav u Rijeci.
Tower Center Rijeka je otvoren 21. studenog 2006.

## Tehnički podatci
Ukupna duljina građevine je 370 m, dok je najveća širina 80 m. Neboder ima 15, a ostali dijelovi građevine prosječno 8 katova. Konstrukcija je podjeljena u jedanaest dilatacija. Osnovna konstrukcija su ravne ploče debljine 30 cm bez greda koje su položene na stupovima tlocrtnih dimenzija 70 cm × 70 cm na rasteru od 8 m × 8 m.
Ostali rasteri koji se pojavljuju u konstrukciji su od 16 m × 8 m, 24 m × 8 m, 30 m * 24 m, a ostvareni su gredama s naknadnim naprezanjem. Drvena kupola nad središnjim prostorom je raspona 22 m. Obilazna cesta je dijelom mostna konstrukcija koja se oslanja s jedne strane na tlo, a s druge na konstrukciju Centra.

### Projektanti i izvođači radova
Investitori su Grad Rijeka i tvrtka "Policentro". Glavni izvoditelj radova je tvrtka "Rizzani De Eccher" s glavnim kooperantom "Montmontažom d.d.". Projekt arhitekture izradio je "Studio Remik d.o.o." iz Rijeke, dok je projekt konstrukcije izradio "I.T.T. d.o.o." također iz Rijeke. Projektant konstrukcije je dipl. ing. građevinarstva mr. sc. Esad Hadžiomerspahić sa suradnicima, također dipl. ing. građevinarstva: Danielom Repacem, Sašom Mitrovićem i Jelenom Tatalović.

## Sadržaj
Na površini trgovačkog centra od oko 131.184 m2 nalazi se više od 150 trgovina i 8 veletrgovina. Trgovačka galerija prostire se na pet katova elegantnog i funkcionalnog prostora u kojem se nalaze trgovine koje nude raznovrsnu robu (odjeća, obuća i modni dodatci poznatih svjetskih marki, športska oprema, bijela tehnika, namještaj, gift shopovi, ...) i u kojemu se nalaze ljekarna, banka i mjenjačnica. Osim toga, unutar centra nalaze se brojni ugostiteljski sadržaji, dječja igraonica, CineStar multipleks kino, i drugi prostori za zabavu i slobodno vrijeme.
Trgovački centar raspolaže s oko 2000 besplatnih natkrivenih parkirnih mjesta. Preko izlaza Rijeka-Istok, Tower Center Rijeka izvrsno je povezan autocestom A6 s okolicom i širom regijom.

## Zanimljivosti
- Tijekom 2010. godine, centar je posjetilo oko 6 milijuna posjetitelja.
- Berth Milton Jr., švedski pornografski mogul planira otvoriti lanac porno hotela, a jedan takav bi se, prema nekim navodima, otvorio u neboderu Tower Centra.[5]

## Vanjske poveznice
- Službena stranica  Arhivirana inačica izvorne stranice od 1. rujna 2011. (Wayback Machine)